# Erwin Rauscher
Erwin Rauscher (* 1. Juli 1950 in Mauthausen) ist ein österreichischer Schulentwickler, Lehrer und Hochschullehrer. Er ist Gründungsrektor der Pädagogischen Hochschule Niederösterreich und in vierter Funktionsperiode deren Rektor. Von Oktober 2013 bis Januar 2018 war Erwin Rauscher zudem Vorsitzender der Rektorenkonferenz der österreichischen Pädagogischen Hochschulen.

## Leben
Erwin Rauscher hat von 1968 bis 1973 an der Universität Wien Mathematik, Philosophie, Psychologie und Pädagogik studiert und seine Studien mit Mag.phil. und Dr.phil. abgeschlossen. Von 1979 bis 1985  hat er an der Theologischen Universität Linz Selbstständige Religionspädagogik studiert und mit Mag.theol. und Dr.theol. abgeschlossen.
Mit seinem Habilitationskolloquium an der Universität Graz (1990) (Gutachter: Edgar Josef Korherr, Graz, und Peter Posch, Klagenfurt) erhielt er die venia docendi in Religionspädagogik und in Pädagogik. Seine Habilitationsschrift wurde mit dem Innitzer-Preis „für herausragende wissenschaftliche Leistungen“ ausgezeichnet.
Seit 1973 arbeitete er als AHS-Professor, von 1977 bis 1990 als Administrator des neu gegründeten ersten Sportgymnasiums Österreichs, von 1990 bis 1994 als Direktor am BG/BRG Ried und von 1995 bis 2006 als Direktor am neu gegründeten BRG Schloss Wagrain in Vöcklabruck.
Er war bzw. ist Lehrbeauftragter zu Themenfeldern der Schulpädagogik (Schulleitung, Schulentwicklung, Schulmanagement, Schulinnovation) an den Universitäten Salzburg, Graz, Linz und der Universität Klagenfurt. Gastvorlesungen an Universitäten und Hochschulen im In- und Ausland. Vielfache Referententätigkeiten in der Fort- und Weiterbildung für Lehrpersonen aller Schulformen national und international.

## Mitgliedschaften in wissenschaftlichen und öffentlichen Gremien
- Mitglied der U-PH-KOOP-Gruppe des BMWF und BMUKK (2007–2012)
- Mitglied der Expertengruppe „Sprache und Bildung“ des BMI seit 2010
- Vollmitglied des Wissenschafts- und Praxisbeirats des Projekts IMST (seit dessen Gründung bis 2012)
- (Außerordentliches) Mitglied des Instituts für Unterrichts- und Schulentwicklung am IFF (= Fakultät für interdisziplinäre Forschung und Fortbildung der Alpen-Adria-Universität Klagenfurt) (seit 1992)
- Mitglied der RÖPH (= Rektorenkonferenz der öffentlichen Pädagogischen Hochschulen Österreichs) (seit 2007, 2013–2018 deren Vorsitzender)[4]
- Mitglied des Nationalen Beirats von „Sparkling Science“[5] des BMWF (seit 2011)

## Auszeichnungen
- Silbernes Komturkreuz des Ehrenzeichens für Verdienste um das Bundesland Niederösterreich „in Würdigung der Verdienste für das Bundesland Niederösterreich“ (2011)
- Ordentliches Mitglied an der Europäischen Akademie der Wissenschaften und Künste (Klasse I – Philosophie und Kulturhistorische Wissenschaften) (2011)